# Emily Shearman
Emily Shearman (Palmerston North, 23 de febrero de 1999) es una deportista neozelandesa que compite en ciclismo en las modalidades de pista y ruta.
Participó en los Juegos Olímpicos de París 2024, obteniendo una medalla de  en la prueba de persecución por equipos (junto con Ally Wollaston, Bryony Botha y Nicole Shields). Ganó una medalla de plata en el Campeonato Mundial de Ciclismo en Pista de 2023, en la misma prueba.

## Medallero internacional
| Juegos Olímpicos   | Juegos Olímpicos      | Juegos Olímpicos | Juegos Olímpicos        |
| Año                | Lugar                 | Medalla          | Competición             |
| ------------------ | --------------------- | ---------------- | ----------------------- |
| 2024               | París (Francia)       | Medalla de plata | Persecución por equipos |
| Campeonato Mundial |                       |                  |                         |
| Año                | Lugar                 | Medalla          | Competición             |
| 2023               | Glasgow (Reino Unido) | Medalla de plata | Persecución por equipos |